# Сарагаш
Сарагаш (хак. Сарығ аас - Желтый склон) — село в Боградском районе Хакасии. Административный центр Сарагашского сельсовета.

## Происхождение топонима
Сарагаш в переводе с хакасского — Желтый склон.

## География
Находится в 75 км от райцентра — села Боград. Расположено на берегу Красноярского водохранилища в 3 км от трассы Абакан — Красноярск. Расстояние до ближайшей ж.-д. ст. Шира 65 км, до г. Абакан — 147 км, до ближайшей пристани в селе Новосёлово — 40 км.

## История
Село основано в 1895 году.
В 1960-х гг. при образовании Красноярского водохранилища населённый пункт Старый Сарагаш был затоплен, и некоторые жители переехали в целинный совхоз.
Совхоз «Сарагашский» основан в 1955 на землях Государственного конного завода № 42, колхоза «Авангард» и земель совхоза «Овцевод» Новосёловского района. Центральная усадьба находилась в с. Сарагаш, фермы — в сс. Степное, Разлив и Базандаиха. Направление развития — овцеводство. Земельный фонд составлял 44419 га, в том числе 17622 пашни, 10751 га сенокосов и пастбищ. Хозяйство имело 95 тракторов, 94 комбайна и 30 автомобилей. В 1960 надой молока повысился до 2720 кг от коровы, настриг шерсти — 4,6 кг с овцы. Первым директором был В. И. Куликов. Заметный вклад в развитие совхоза внесли руководители М. П. Дмитренко, А. Н. Ермаков и Г. В. Галич, при которых были построены жильё, объекты культурно—бытового назначения и производственные помещения. Повысилась культура земледелия, возросли урожаи с.-х. культур, увеличилось поголовье животных и их продуктивность. В 1988 урожайность зерновых составляла 17,8 ц/га, рентабельность хозяйства — 170 %. В хозяйстве было голов крупного рогатого скота — 2778, в том числе 350 коров, овец — 29790 голов. Было получено 3659 кг молока от коровы, 5 кг шерсти с 1 овцы. Государству в год поставлялось 563 т мяса, 976 т молока, 69,3 т шерсти. Численность работающих — 209 чел. Хозяйство стало специализироваться на выращивании нетелей. В 1992 совхоз был реорганизован в АОЗТ «Сарагашское», в 2002 — в ЗАО «Сарагашское».

## Население
| 2002 | 2010 |
| ---- | ---- |
| 917  | ↘901 |

Число хозяйств 320, население 956 человек (01.01.2004), в основном русские, хакасы (10 %) и др.

## Экономика и социальная инфраструктура
Основное пр-тие — ЗАО «Сарагашское» (производство продукции растениеводства). Имеются средняя общеобразовательная школа, амбулатория, обелиск Победы.